# Ulrike Rosenbach
Ulrike Rosenbach (n. en Bad Salzdetfurth en 1943) es una videoartista alemana. Según el Instituto de Arte de los Países Bajos, Rosenbach trabaja con cintas de vídeo, instalaciones y performances. Fue una de las primeras artistas de Alemania que usó el vídeo para experimentar con imágenes electrónicas. Sus cintas de video critican la representación tradicional de las mujeres y ayudan a formular la identidad de las mujeres desde una perspectiva feminista. 

## Biografía
Rosenbach nació en 1943 en Bad Salzdetfurth (Hildesheim, Alemania). Rosenbach se formó como escultora en la Academia de Bellas Artes de Düsseldorf desde 1964 hasta 1969. Rosenbach empezó a trabajar profesionalmente en 1971 cuando creó su primera obra de vídeo. Rosenbach enseñó arte feminista en el Instituto de las Artes de California en Valencia, California. Rosenbach regresó a Alemania y fundó la Escuela de Feminismo creativo en Colonia. En 1972, empezó a usar el vídeo para documentar su vida. En sus películas, muestra pautas de identidad femenina y estrategias de autodeterminación. En 1977 y 1987 Rosenbach participó en la documenta de Kassel. En 1989 Rosenbach se convirtió en profesora de Nuevos Medios Artísticos en la Academia de Bellas Artes en Saarbruken, Alemania. En julio de 2007 se retiró de la universidad y empezó a trabajar como artista freelance en la zona de Colonia-Bonn y en el Saarland. Desde noviembre de 2012 Rosenbach ha sido la presidenta de la asociación artística alemana GEDOK.
Con Klaus vom Bruch y Marcel Odenbach formó el grupo de producción independiente ATV, explorando «televisión alternativa» de diferentes maneras.
Participó en la exposición "Botticelli Reimagined" en el Reino Unido, en 2016, con un vídeo en el que proyecta su propio cuerpo sobre el de la diosa de Botticelli, de esta forma, se desafía el concepto tradicional de identidad femenina.

## Temas
La obra de Rosenbach se refiere en gran medida a la representación de la feminidad en el arte. Habiéndose unido al movimiento feminista alemán a finales de los sesenta, viajó por el mundo para participar en actividades de performance feministas junto con el Woman’s Building en Los Ángeles en los años setenta. Empezó a representar acciones rituales en 1969, Rosenbach experimentó usando su cuerpo como un medio de expresión y el vídeo para grabar y documentar. En su obra, demuestra "la base patriarcal de la historia del arte, sus representaciones mitológicas de las mujeres, el daño que tales estereotipos han causado a la creatividad e identidad de las mujeres, y la fuerza de las mujeres para constituir las formas de su propia identidad y representaciones visuales.” Bajo la fachada patriarcal hay una identidad femenina verdadera, «la esencia de la mujer» según Rosenbach; para ella, el arte feminista consiste en «la elucidación de la identidad de la mujer-artista; de su cuerpo, d su psiquismo, sus sentimientos y su posición en la sociedad».
Por ejemplo, aquí hay un vídeo de su obra artística de 1985, Eleven - Verstehen ist wie Hitze.
Habiendo estudiado budismo y otros temas esotéricos, Rosenbach valora la profundidad intelectual y se interesó en explorar las dimensiones espirituales y psíquicas de la experiencia.

## Premios y reconocimientos
- 1977 Premio de Renania del Norte-Westfalia para jóvenes artistas[10]
- 1996 Premio de Arte del Saarland
- 2004 Premio Gabriele Munter[11]
- 2011 Premio de Artistas de renania del Norte-Westfalia
- 2012 Premio de Arte renano por toda su obra